# 馬特·博班
馬特·博班（發音：[mǎːte bǒban]；1940年2月12日—1997年7月7日）是赫塞哥-波士尼亞克羅埃西亞共和國創設者之一、第一任總統。

## 外部連結
- 维基共享资源上的相關多媒體資源：馬特·博班